# Powiastka o białej krze
Powiastka o białej krze (ros. Сказка о белой льдинке) – radziecki krótkometrażowy film animowany z 1974 roku w reżyserii Jewgienija Siwokonia.

## Fabuła
Opowieść o małym pingwinie, który zamieszkując na lodowej wysepce, nie potrafi obronić się przed inwazją turystów. Nieprzerwany napływ nowych grup przybyszy niszczy spokój na krze. Pozostają po nich sterty śmieci, które pingwin musi ciągle usuwać.

## Animatorzy
Nina Czuriłowa, Natalja Marczenkowa